# 東溫市
東溫市（日语：／ Tōon shi */?）是位於日本愛媛縣中部的城市，也是松山市的通勤城鎮。由於過去地處溫泉郡的東部，因此以「東溫」作為市名。轄區地處道後沖積扇平原的扇頂，重信川流經市內並在西邊注入瀨戶內海，當地人口多集中在伊予鐵道橫和原線的火車站周圍。因松山自動車道與國道11號通過市內，使東溫市成為連結松山都市圈和東予地方的交通樞紐。

## 地理
東溫市境內約76.3%的面積被森林覆蓋。南部的皿嶺位於皿嶺連峰縣立自然公園的範圍內，北部的山地為以明神森、東三方森為中心的高繩山塊，東部為石鎚山地，西部則是向松山平原擴展的沖積扇。發源於東部山區的表川在西部地區注入重信川並往西流，滑川則流經東部的山間地帶。

### 氣候
當地在氣候上屬於瀨戶內海式氣候。根據統計，1981年至2010年東溫市的年均溫為16.5℃，年均降雨量則為1314.9毫米，降雨集中在梅雨和颱風季節。重信川及表川的沿岸低地在冬季會受到強烈的季風吹拂，同季節的山區則會下雪。

## 人口
| 東溫市人口分布圖 |                                               |  |
| 東溫市與日本全國年齡別人口分布比較圖 （2005年資料） | 東溫市的年齡、男女別人口分布圖 （2005年資料） |  |
| ■紫色是東溫市 ■綠色是全国 | ■藍色是男性 ■紅色是女性                       |  |
| 東溫市人口變化 \| 1970年 \| 23,369人 \| \| \| 1975年 \| 26,629人 \| \| \| 1980年 \| 29,276人 \| \| \| 1985年 \| 31,306人 \| \| \| 1990年 \| 31,753人 \| \| \| 1995年 \| 33,058人 \| \| \| 2000年 \| 34,701人 \| \| \| 2005年 \| 35,278人 \| \| \| 2010年 \| 35,253人 \| \| \| 2015年 \| 34,613人 \| \| \| 2020年 \| 33,903人 \| \| |                                               |  |
| 資料來源：日本總務省統計中心提供之人口普查數據 |                                               |  |
| 1970年 | 23,369人                                      |  |
| 1975年 | 26,629人                                      |  |
| 1980年 | 29,276人                                      |  |
| 1985年 | 31,306人                                      |  |
| 1990年 | 31,753人                                      |  |
| 1995年 | 33,058人                                      |  |
| 2000年 | 34,701人                                      |  |
| 2005年 | 35,278人                                      |  |
| 2010年 | 35,253人                                      |  |
| 2015年 | 34,613人                                      |  |
| 2020年 | 33,903人                                      |  |

## 歷史

### 年表
- 1889年12月15日：實施町村制，現在的轄區在當時分屬：
  - 久米郡：川上村、北吉井村。
  - 下浮穴郡：三內村、南吉井村、拝志村。
  - 周敷郡：櫻樹村。
- 1897年4月1日：
  - 久米郡、風早郡、和氣郡與下浮穴郡的部份地區併入溫泉郡。
  - 周敷郡與桑村郡合併為周桑郡。
- 1955年4月25日：川上村、三內村合併為川內村。
- 1955年7月20日：櫻樹村與周桑郡中川村合併為新設置的中川村。
- 1956年9月1日：
  - 北吉井村、南吉井村、拝志村合併為重信町。
  - 川内村與中川村的舊櫻樹村地區合併為川内町，中川村的其餘地區併入丹原町（現已合併為西條市）。
- 1956年9月30日：丹原町的部分地區（過去屬於櫻樹村的地區）被併入川內町。
- 2004年9月21日：重信町和川内町合併為東溫市[6]。

### 變遷表
| 1889年4月1日 | 1889年 - 1926年 | 1926年 - 1954年 | 1955年 - 1989年            | 1955年 - 1989年           | 1989年 - 現在              | 現在                       |
| ------------ | --------------- | --------------- | -------------------------- | ------------------------- | -------------------------- | -------------------------- |
| 中川村       | 中川村          | 中川村          | 1955年7月20日 合併為中川村 | 1956年9月1日 合併為丹原町 | 2004年11月1日 合併為西条市 | 2004年11月1日 合併為西条市 |
| 櫻樹村       | 櫻樹村          | 櫻樹村          | 1955年7月20日 合併為中川村 | 1956年9月1日 合併為川內町 | 2004年9月21日 合併為東溫市 | 2004年9月21日 合併為東溫市 |
| 川上村       | 川上村          | 川上村          | 1955年4月25日 合併為川內村 | 1956年9月1日 合併為川內町 | 2004年9月21日 合併為東溫市 | 2004年9月21日 合併為東溫市 |
| 三內村       |                 |                 | 1955年4月25日 合併為川內村 | 1956年9月1日 合併為川內町 | 2004年9月21日 合併為東溫市 | 2004年9月21日 合併為東溫市 |
| 北吉井村     | 北吉井村        | 北吉井村        | 1956年9月1日 合併為重信町  | 1956年9月1日 合併為重信町 | 2004年9月21日 合併為東溫市 | 2004年9月21日 合併為東溫市 |
| 南吉井村     |                 |                 | 1956年9月1日 合併為重信町  | 1956年9月1日 合併為重信町 | 2004年9月21日 合併為東溫市 | 2004年9月21日 合併為東溫市 |
| 拝志村       |                 |                 | 1956年9月1日 合併為重信町  | 1956年9月1日 合併為重信町 | 2004年9月21日 合併為東溫市 | 2004年9月21日 合併為東溫市 |

## 產業
當地因交通發達，所以有許多中小型的企業在此設立工廠。此外當地設有愛媛大學醫學部和附屬醫院，醫療工作者也相當多。

## 交通

### 鐵路
- 伊予鐵道
  - 横河原線：牛渕團地前車站 - 牛渕車站 - 田窪車站 - 見奈良車站 - 愛大醫學部南口車站 - 横河原車站

|  |  |
|  |  |

### 道路
高速道路
- 松山自動車道：川內交流道 - 櫻三里休息區

## 觀光
- 白糸瀑布
- 白豬瀑布
- 滑川溪谷
- 四國民藝村

## 教育
大學
- 愛媛大學醫學部

高等學校
- 愛媛縣立東溫高等學校

特殊學校
- 愛媛縣立重信特別支援學校
- 愛媛縣立見奈良特別支援學校

## 本地出身之名人
- 伊賀貞雪：前愛媛縣知事
- 東玲治：記者
- 山內宏志：足球裁判

## 外部連結
- （日語） 東溫市商工會 （页面存档备份，存于）